# Будильник (телепрограма)
«Будильник» - дитяча телепрограма, що виходила на радянському телебаченні в 1965-1989 роках.
У програму запрошувалися відомі актори, виступали діти та дитячі колективи, розігрувалися невеликі мініспектаклі, проводилося «мультлото».
В кінці 1980-х років програму перейменували, і вона стала називатися «З ранку раненько», а в 1995-1998 рр. мала назву «Не позіхай». Однак, у зв'язку з кардинальними змінами в галузі телебачення в Росії і його комерціалізацією, програма перестала існувати.

## Історія передачі
3 жовтня 1965 року перший раз на екранах телевізорів з'явилася ранкова передача для дітей - «Будильник»  Вона виходила в один і той же час, в 9,30 в неділю, і тривала півгодини.

## Актори, що знімалися в передачі
- Надія Румянцева (постійна ведуча)
- Світлана Жильцова (ведуча в 60-70-ті роки)
- Ангеліна Вовк (ведуча в 80-і роки)
- Спартак Мішулін (в образі Карлсона)
- Юрій Волинцев і Олена Шаніна (в образі Капітана Врунгеля і Юнги)
- Олександр Абдулов (сюжет «Скринька з казками»)
- Віталій Соломін і Ірина Муравйова (мініатюри з життя школярів)
- Юрій Богатирьов, Авангард Леонтьєв, Наталія Назарова (вірші А . Барто)
- Євген Леонов
- Сергій Мартінсон
- Леонід Бронєвой (вірші С. Маршака, програма "Ми граємо в Маршака")
- Сергій Проханов
- Олег Попов
- Георгій Тусузов
- Ніна Корнієнко
- Євген Петросян
- Сергій Павлов

## Окремі сюжети
- "Будильник." "Даю уроки чарівництва" Шифр 054032".[2]

## Технічні деталі
- Тривалість: 30 хвилин
- Час виходу в ефір: Неділя, вранці
- Метод запису: Носій відеоплівка, не монтується (не піддається монтажу)
- Кольори: Кольорова